# 澳門同善堂

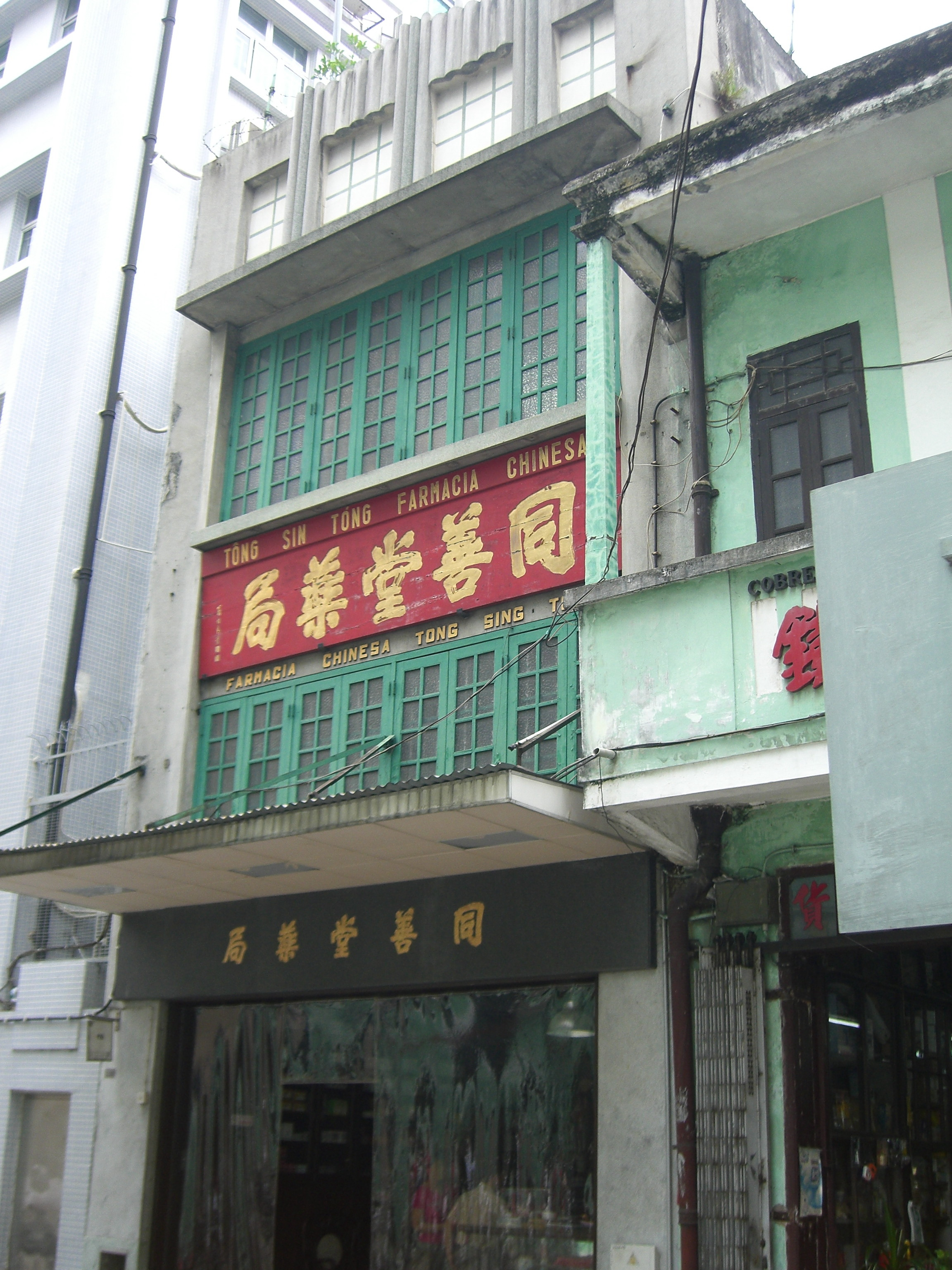
同善堂藥局

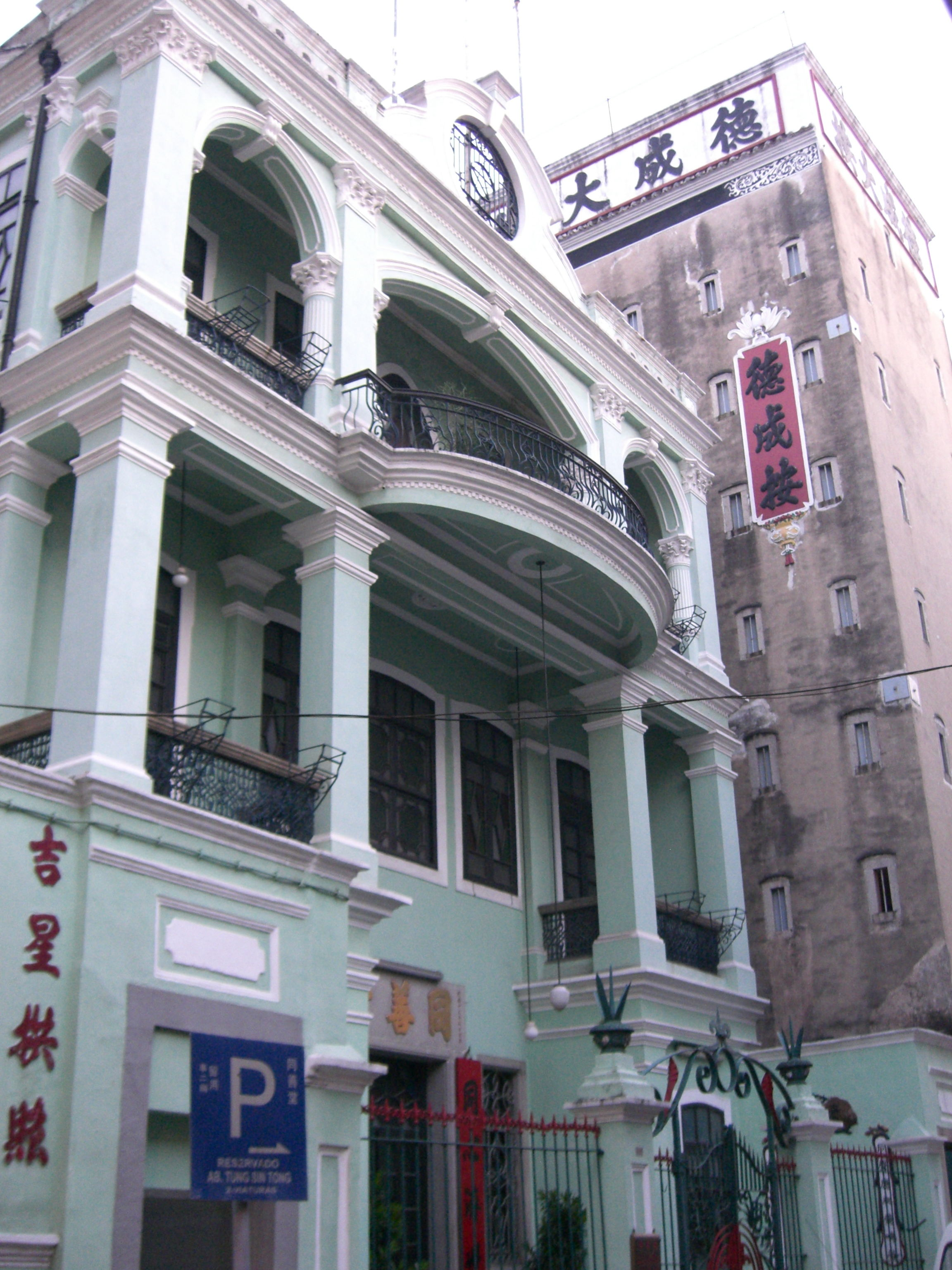
同善堂診所

澳門同善堂是澳門其中一個民間慈善機構，致力於澳門內不同的慈善公益事務。其創立宗旨為：「同心濟世，善氣迎人」；2002年獲澳門政府授予仁愛功績勳章，2022年獲金蓮花勳章。

## 沿革
澳門同善堂創辦於1892年（清朝光緒十八年），會址設於議事亭前地，後曾搬至福隆新街，1924年才遷至現今會址庇山耶街（又稱爐石塘）53A-57號。早期同善堂成立時，已提供贈醫施藥服務。1924年進一步開辦“同善堂貧民義學”，開展教育事業（澳門同善堂中學  小學等）。1976年起，更提供免費托兒保育服務。除此之外，派粥、米，棉被、衣物與有需要人士和提供緊急救濟，亦是同善堂造益社會之舉。

## 外部連結
- 澳門同善堂
- 新生代 - 社會專題 -《行善百餘年，免費教育最前線》
- 澳門同善堂中學
- 《澳門研究 Vol.23》- 澳門社團精英的代際轉換ISSN 0872-8526，2004年8月